# Австрийский Пенненсбрук
Австри́йский Пенненсбр́ук (англ. Austrian Pennensbruck) — порода беговых собак, выведенная в северной Австрии и западной Германии, была выведена для участия в собачьих бегах. Название породы связано с названием региона, в котором разведение собак этого вида имело наибольший масштаб — Пиннеберг. Собачьи бега в указанных регионах были популярны среди горожан и крестьян, изначально в забегах участвовали дворовые и бродячие собаки. Однако после увеличения популярности бегов была выведена отдельная порода, полученная как помесь из наиболее успешных участников забегов.

## История породы
Собака была выведена для участия в собачьих бегах в Австрии и Германии в начале XXVIII века. В связи с требованиями к размерам и весу участников бегов, собаки достаточно небольшие, вес редко превышает 16-17 кг. Из-за запрета на проведение бегов из гуманных соображений, введенного Лео фон Каприви, масштабы разведения породы значительно снизились, так как из-за особенностей характера эти собаки не подходили для охоты или сторожевой службы. Это привело к практически полному исчезновению породы к 60-м годам XX века.
В наши дни австрийские пенненсбруки распространены как домашние животные в Германии, Австрии и Швейцарии. В России и странах СНГ порода практически не распространена.

## Внешний вид
Различают две основные линии породы: австрийский пенненсбрук и вельш-пенненсбрук, выделяемые по окрасу и размерам. Вельш-пенненсбруки имеют большие размеры, более темный, рыже-черный или рыже-коричневый окрас.
Собака среднего роста, крепкого и сухого типа конституции. Длина корпуса в измерении от точки плечевого сочленения до седалищного бугра меньше либо примерно равна высоте в холке. Глубина груди составляет чуть меньше половины от высоты в холке, самая глубокая точка находится сразу за передними конечностями. Морда вытянутая, кончик носа заострен. Уши висячие, подвижные, имеют треугольную форму, вершины уха имеют мягкое заострение. Глаза светлые, имеют близкую посадку, карие. Высота в холке сук 35-38 см, кобелей 37-42 см. Вес сук 11-13 кг, кобелей 12-16 кг.
Шерсть гладкая, жесткая, подшерсток тонкий, слабовыраженный. На конечностях, голове и ушах шерсть короткая, гладкая. Хвост равномерно опушен, кончик хвоста имеет чуть более длинную шерсть, как правило белый. Австрийский пенненсбрук имеет светлый, серый окрас, т.н. волчий. Возможен рыжий подпал, лапы белого или песочного цвета, на морде выражена так называемая «маска».
Несмотря на небольшие размеры, собаки могут развивать внушительные скорости, порядка 40-45 км/ч, способны совершать прыжки вдвое превышающий рост в холке.

## Характер
Собаки породы австрийский пенненсбрук имеют живой, дружелюбный характер. Собаки очень активны, любят физические нагрузки. Высокий уровень интеллекта и любознательность делают австрийских пенненсбруков хорошо приспособленными к различным видам дрессировки. Хорошо уживаются в семьях с детьми и другими домашними животными, не склонны к проявлению агрессии.
Собаки любвеобильны и дружелюбны, не проявляют агрессию к другим собакам и людям. Курс защитно-караульной службы с этой породой, как правило, не проводят, так как австрийские пенненсбруки очень дружелюбны и любопытны, что делает их непригодными для охраны.